# Kluczi (rejon kudymkarski)
Kluczi (ros. Ключи) – wieś (dieriewnia) w Rosji, w Kraju Permskim, w rejonie kudymkarskim. W 2010 liczyła 33 mieszkańców.